# Personidae
Die Personidae sind eine Familie meist kleiner mariner Schnecken der tropischen Meere. Sie werden in die Überfamilie Cassoidea der Caenogastropoda gestellt.

## Merkmale
Die Gehäuse sind rechtsgewunden und ungleichmäßig trochospiral aufgerollt. Diese ungleichmäßige Aufrollung wird auch als Distorsion bezeichnet (Herkunft des Namens der Gattung Distorsio). Die Mündung ist länglich mit umgeschlagenen Rändern. Die Öffnung kann durch Falten und „Zähne“ (Vorsprünge) verengt sein. Das untere Ende ist in einen Siphonalkanal ausgezogen. Die Gehäuse sind in der Regel stark ornamentiert. Die Adultgröße reicht von etwa 4 cm bis etwa 7 cm. Die Gehäuseöffnung wird durch ein Operculum verschlossen. Der Fuß ist relativ klein, ebenso das Propodium. Der Kopf besitzt keine Schnauze. Große Speicheldrüsen, wie sie beispielsweise die nahe verwandten Tritonschnecken zum Lähmen der Beute besitzen, sind nicht vorhanden. Die Familie ist soweit bekannt getrenntgeschlechtlich. Die ontogenetische Entwicklung verläuft über eine planktonfressende Veliger-Larve, die sich verhältnismäßig lange im Plankton aufhält. Funde von Veliger-Larven im küstenfernen Plankton lassen den Schluss zu, dass sie große Entfernungen im Meer überwinden können.

## Lebensweise
Über die Lebensweise der Personiden ist wenig bekannt. Sie leben überwiegend im flachen Wasser und gehen ausnahmsweise auch bis 600 m. Im Mageninhalt von zwei Personiden-Arten wurden Reste von Anneliden gefunden.

## Systematik
Die Familie Personidae wird (noch) nicht in Unterfamilien unterteilt:
- Personidae Gray, 1854
  - Distorsio Röding, 1798 (= Persona Montfort, 1810)
  - Distorsiomina Beu, 1998
  - Distorsionella Beu, 1978
  - Personopsis Beu, 1988